# Islas Vírgenes de los Estados Unidos en los Juegos Olímpicos de México 1968
Las Islas Vírgenes de los Estados Unidos estuvieron representadas en los Juegos Olímpicos de México 1968 por seis deportistas masculinos que compitieron en tres deportes.
El portador de la bandera en la ceremonia de apertura fue el halterófilo Leston Sprauve. El equipo olímpico virgenense estadounidense no obtuvo ninguna medalla en estos Juegos.